# Льюїс Сіґельбаум
Льюїс Сіґельбаум (англ. Lewis H. Siegelbaum; нар. 1949, Нью-Йорк) — американський історик, фахівець із соціальної та трудової історії Росії, України та СРСР, зокрема стахановського руху.

## Життєпис
Народився в секулярній єврейській сім'ї в Нью-Йорку. Його батько був членом Комуністичної партії США, серед предків були вихідці з Російської імперії.
Будучи студентом Колумбійського університету, брав участь у протестах 1967–1968 років проти війни у В'єтнамі.
Влітку 1973 року вперше приїхав до Москви в рамках академічного обміну.
В 1975 році в Оксфордському університеті захистив дисертацію, присвячену історії Центрального воєнно-промислового комітету в Російській імперії в роки Першої світової війни. Після захисту дисертації отримав викладацьку посаду в Університеті Ла Троба в Австралії, а з 1983 року працював професором історії в Університеті штату Мічиган.
Влітку 1989 року працював у Донецьку у складі знімальної групи проекту з усної історії, яка брала інтерв'ю в учасників шахтарського страйку 1989 року. Разом із Даніелем Валковіцем став співрежисером фільму «Перебудова знизу» (Perestroika From Below) про ті події та співавтором книжки «Говорять робітники Донбасу» (Workers of the Donbass Speak).
Згодом переключився з історії праці та виробництва на історію матеріальної культури та споживання, результатом чого стала його книга про радянські автомобілі.

## Праці

### Книжки
- The Politics of Industrial Mobilization in Russia, 1914-1917, MacMillan Press, 1983.
- Stakhanovism and the Politics of Productivity in the USSR, 1935-1941, Cambridge University Press, 1988.
- Soviet State and Society Between Revolutions, 1918-1929, Cambridge University Press, 1992, 298 p.
- спільно з William G. Rosenberg (éd.), Social Dimensions of Soviet Industrialization, Indiana University Press, 1993.
- спільно з Ronald G. Suny (éd.), Making Workers Soviet: Power, Class, and Identity, Cornell University Press, 1995.
- спільно з Daniel J. Walkowitz, Workers of the Donbass Speak: Survival and Identity in the New Ukraine, 1989-1992, State University of New York Press, 1995.
- спільно з Andrei Sokolov, Stalinism as a Way of Life: A Narrative in Documents, Yale University Press, 2000.
- Borders of Socialism: Private Spheres of Soviet Russia, Palgrave Macmillan, 2006.
- Cars for Comrades: The Life of the Soviet Automobile, Cornell University Press, 2008.
- Не расстанусь с коммунизмом. Мемуары американского историка России. Бостон/Санкт-Петербург: Academic Studies Press, 2020.

### Переклади українською
- Зачарування й розчарування: радянський робітничий клас у західній історіографії [Архівовано 14 грудня 2021 у Wayback Machine.] // Спільне, 13.12.2021.